# Le Baiser au lépreux
Le Baiser au lépreux (De kus op de melaatse) is een roman van de Franse schrijver François Mauriac, die in 1922 verscheen bij de Parijse uitgeverij Editions Grasset. Het werk betekende de doorbraak van de schrijver bij het grote publiek met meer dan 18.000 verkochte exemplaren. Ook door literaire critici werd het beschouwd als het eerste meesterwerk van de auteur.

## Samenvatting
Jean Péloueyre is een afzichtelijke jongeman die net 23 jaar is geworden. Hij mijdt mannen en vooral vrouwen, omdat hij worstelt met zijn uiterlijk. Tijdens het bezoek van de Cazenave, kondigt Jérôme Péloueyre aan dat Jean gaat trouwen met Noémi d’Artiailh. Jean is dolgelukkig en er erg verbaasd dat een vrouw akkoord zou gaan om met hem te trouwen ondanks zijn uiterlijk. Ze treden in het huwelijk met de zegen van de pastoor. Jean is verliefd op Noémi en wil niets liever dan haar gelukkig zien. Hij beseft al gauw dat alleen al zijn aanwezigheid haar “kapotmaakt”: “Noémi straalde al minder dan in het begin. Jean Pélouèyre zag donkere kringen opduiken rond haar trieste ogen die hem slechts met een nederige zachtmoedige blik aankeken“. Hij had gehoopt dat het zou volstaan om niet meer samen te slapen opdat Noémi zich thuis zou voelen bij hem. Zijn echtgenote vocht echter wanhopig tegen haar afkeer. Om haar zo weinig mogelijk leed te berokkenen probeert hij zo weinig mogelijk thuis te zijn, en gaat hij van ‘s morgens vroeg tot ’s avonds laat jagen. Ondanks haar inspanningen, verliest Noémi haar vitaliteit. De priester stelt Jean voor om naar Parijs te vertrekken, waar hij mee instemt. Hij blijft enige tijd weg en komt ziek terug. Noémi verzorgt hem, waardoor het opnieuw bergaf gaat met haar. Jean wordt wanhopig. Hij is ervan overtuigd dat hij alles geprobeerd heeft om haar gelukkig te maken en beslist zich niet langer tegen de dood te verzetten om haar te verlossen uit haar dagelijkse lijden. Noémi wordt zich bewust van het offer dat hij voor haar brengt en wordt als bij toverslag verliefd op hem. Ze vindt het jammer dat ze niet eerder door Jeans verschijning heeft kunnen zien. Jean beseft dat ze van hem houdt en heeft spijt van zijn zelfmoord. Noémie is vol berouw en om zichzelf te vergeven verdwijnt ze in een drie jaar durende rouwperiode, waarin ze contact met iedereen mijdt. Wanneer de jonge dokter die Jean verzorgde tijdens zijn in Parijs opgelopen ziekte toevallig voor Noémi verschijnt, vlucht ze weg ten teken dat zij verleidingen naar aardse geneugten weet te weerstaan en haar vroegere man trouw blijft.

## Personages
Jean Péloueyre is een afzichtelijk lelijke en gecomplexeerde jongeman die zijn geloof in vraag stelt: “Met een verbitterd gezicht stond Jean Péloueyre op. Hij was zodanig klein dat de spiegel zijn armtierig gezicht weerspiegelde, de ingevallen wangen, zijn lange en scherpe neus, rood en versleten, net zoals de snoepjes die steeds puntiger worden als erop gesabbeld wordt door geduldige jongens. Zijn korte haren vormden een scherpe hoek op zijn inmiddels gerimpeld voorhoofd en een grijns ontblootte zijn tandvlees en slechte tanden. Hoewel hij zichzelf nog nooit zo hard gehaat had, sprak hij zich vol zelfbeklag toe: « Ga naar buiten en wandel wat, zielige Jean Péloueyre ! » en wreef hij over zijn slecht geschoren kaak. Hij probeert onopgemerkt te blijven en mijdt de vrouwen. Ik citeer : «…zonder dat er ook maar een lach oprees van de drempels waar de meisjes aan het naaien waren, sloop hij door de straat. Zijn armzalige verschijning lokte spot uit bij de vrouwen. Jean schuilt van hun blikken en pessimistisch als hij is over zijn liefdestoekomst, twijfelt hij meer en meer over zijn kansen. Beschaamd over zichzelf is hij voortdurend op de vlucht.
Noémi d’Artiailh is een schattige mollige juffrouw. 
Cadette d’Artiailh is een zeer eenvoudige vrouw, onderworpen aan God en haar man, bijna de ideale burgervrouw van die tijd. Ze kijkt niet verder dan het afzichtelijke lichaam van Jean Péloueyre en ze doet geen moeite om hem te leren kennen. Zo toont ze haar gebrek aan goede wil.
Jérôme Péloueyre is de vader van Jean. Hij is een knorrige, tengere man, die zeer veel van zijn zoon houdt.

## Thema's en gedachten
Het voornaamste thema is de liefde, die heel ingewikkeld lag in de christelijke samenleving aan het begin van de twintigste eeuw. Mauriac is een katholiek schrijver en deinst er in deze roman niet voor terug ons zijn morele en religieuze standpunten mee te geven. Het huwelijk tussen Noémi en Jean is een huwelijk zonder wederzijdse liefde, gewild door de ouders. Voor Noémi is dit gearrangeerd huwelijk zeer moeilijk, voor Jean geeft het niets dan teleurstellingen. Hij bemint en denkt niet enkel aan zichzelf, hij respecteert de gevoelens van Noémi. Hij wil dat ze van hem gaat houden, maar zonder haar te dwingen. De gedachte hierachter is dat in de liefde de ander belangrijker is dan jezelf. Noémi voelt zich verplicht om het belang van dit huwelijk en het definitieve karakter ervan te aanvaarden. Ze is nu gehuwd, hoewel ze helemaal geen liefde voelt.
De overeenkomst tussen Christus die zich uit liefde voor de mens opoffert en ze hierdoor redt en Jean die zich uit liefde voor Noémi opoffert om haar terug smaak in het leven te doen krijgen, ligt voor de hand. Echter met dat verschil dat Jean in tegenstelling tot Christus spijt zal krijgen van zijn zelfmoord wanneer hij beseft dat Noémi uiteindelijk voorbij zijn uiterlijk gekeken heeft, naar de binnenkant van zijn ziel. Helaas is er geen verrijzenis weggelegd voor Jean.
Zoals de zichtbare lelijkheid de diepe schoonheid van de ziel weet te verbergen, zo kan de liefde haar onthullen.

## Stijl en techniek
Mauriac hanteert een verheven taalgebruik en een afwisselende woordenschat. De meeste zinnen zijn kort. In het tegenovergestelde geval, verbindt hij meerdere zinnen door middel van interpunctie: Na de maaltijd deed meneer Jérôme een dutje, de voeten op de schouw, de twee echtgenoten, zonder mogelijke toevlucht, zaten tegenover elkaar. Jean Péloueyre zat ver van de lamp, ademde nauwelijks, vervaagde op de achtergrond. Maar niets kon verhinderen dat hij daar was en dat Cadette om tien uur de kaarsen bracht.